# Нове Життя (Білоцерківський район)
Нове́ Життя — село в Україні, у Володарській селищній громаді Білоцерківського району Київської області. Розташоване за 19 км на південь від смт Володарка. Населення становить 72 особи.

## Історія
В липні 1941 року село було окуповане Третім Рейхом під час Другої світової війни. В травні 1943 року на території села сформувалася партизанська група в кількості 12 чоловік, на чолі якої став радянський офіцер Дубровський. Пізніше група з’єдналася з групою Барашкова, яка утворилася в с. Логвин. Група входила до складу партизанського загону Соколова, а цей загін – до з’єднання Наумова. До складу партизанської групи входили радянські офіцери, бійці, яким вдалося втекти з гітлерівського полону. З жителів села в групі були Чернута Микола, Франчук Микола, Лігостаєв. Комісаром групи обрали Кандибалова. Значних бойових операцій група не проводила.
23 грудня 1943 року гітлерівці розстріляли 156 жителів села Тельман (нині с. Нове Життя), а село спалили. Напередодні місцеві партизани тут застрелили німецького солдата, що навідувався до молодої жінки.
На світанку територію оточили німецькі карателі. Хтось попередив селян про облаву і частина жителів встигли сховатися в лісі. Оточивши населений пункт, німці розставили варту, почали зганяти всіх, хто залишився вдома, у дві хати на краю поселення. Вони облили хати бензином і запалили їх. Одночасно запалало біля 60 селянських дворів. Потім німці поставили кулемет у вікно і почали стріляти. Один німець під час облави, коли людей зганяли на страту, знайшов у погребі двох дітей і залишив їх там, наказавши сидіти тихо, - про це розповідали самі врятовані діти. Дивом вдалося врятуватися жительці, яка і розповіла про злочинну розправу окупантів над населенням. Доля вберегла тоді Циганенко Тетяну Артемівну.
Зібрані свідчення очевидців тієї трагедії.
...Післяобідньої пори в той страхітливий день 23 грудня 1943 року німці та поліцаї оточили село, зігнали всіх жителів до трьох сусідніх хат скраю села, біля кладовища. А це в основному жінки, діти та старі чоловіки і діди, бо молоді були на фронті та в партизанах. Півдня в цих оточених німцями хатах лунали одинокі постріли. Це поліцаї стріляли селян в потилиці і складали на купи трупи посеред хат. Одна з таких хат належала саме Тетяні Циганенко. Вона хоч і заховалася у комірчину, поки стріляли інших, проте поліцаї зробили обшук після завершення розстрілу, витягли її зі схованки, та, поставивши обличчям до великої купи вбитих людських тіл, вистрелили в потилицю. Але завдяки товстому каракулевому коміру зимового пальта куля зменшила вбивчу силу, тож жінка була лише важко поранена і знепритомніла. Завершивши чорну справу, поліцаї вийшли з хати, коли вже почало сутеніти підпалили солом'яну стріху з усіх боків. Хата вмить спалахнула. Отоді Тетяна прийшла до тями і виповзла в сіни, а потім і на вулицю. Німці та поліцаї відійшли подалі від хати, а важко поранена жінка відповзла далі в садок і заховалася поміж дерев та кущів, втративши при цьому свідомість. Лише вночі Тетянин брат Федот Веретільний, який був у партизанах, знайшов непритомну сестру і разом з партизанами доставили її у П'ятигори до знайомого ветеринарного фельдшера, який і врятував жінку. Після цього страхіття Тетяну Циганенко лікували понад десять років від психічної травми: адже двоє її ще маленьких дітей були тоді розстріляні і спалені в своїй хаті. В 1956 році Тетяна Циганенко повернулася в рідне село, збудувала хату, де й доживала свій вік самотньою.
Очевидець Дмитро Миколайович Трохименко, уродженець села Руде Село згадує:
Старший поліцай Красовський заспокоював селян: «Не тікайте, вам від німців нічого поганого не буде». А молодший поліцай попередив, щоб тікали, бо будуть розстрілювати й палити село. За те цього поліцая через кілька днів розстріляли, а його сім'ю в с. Черепинці повністю знищили.
Під час цієї трагедії з 260 чоловік загинуло 156 осіб. У акті розслідування стверджується, що участь у розстрілі мирних жителів с. Нове Життя брали участь 10 німців і 15 поліцаїв, керували акцією комендант Цінгляубе та Гогенбау, офіцер Вайс.
За даними районного архіву в ході цієї акції було розстріляно 141 мирного жителя, з них 49 були дітьми. Карателями були знищені 76 хат, 49 хлівів, 96 корів, 157 телят, 49 свиноматок, 142 свині, 112 гусей, 868 качок, 3293 курки. Ці дані взято із акта розслідування розправи окупантів над жителями Нового Життя. Сьогодні на місці загибелі жителів села стоїть пам'ятник.
1 січня 1944 року Володарський район (Київська область) було звільнено від німецько-фашистських окупантів.

## Галерея

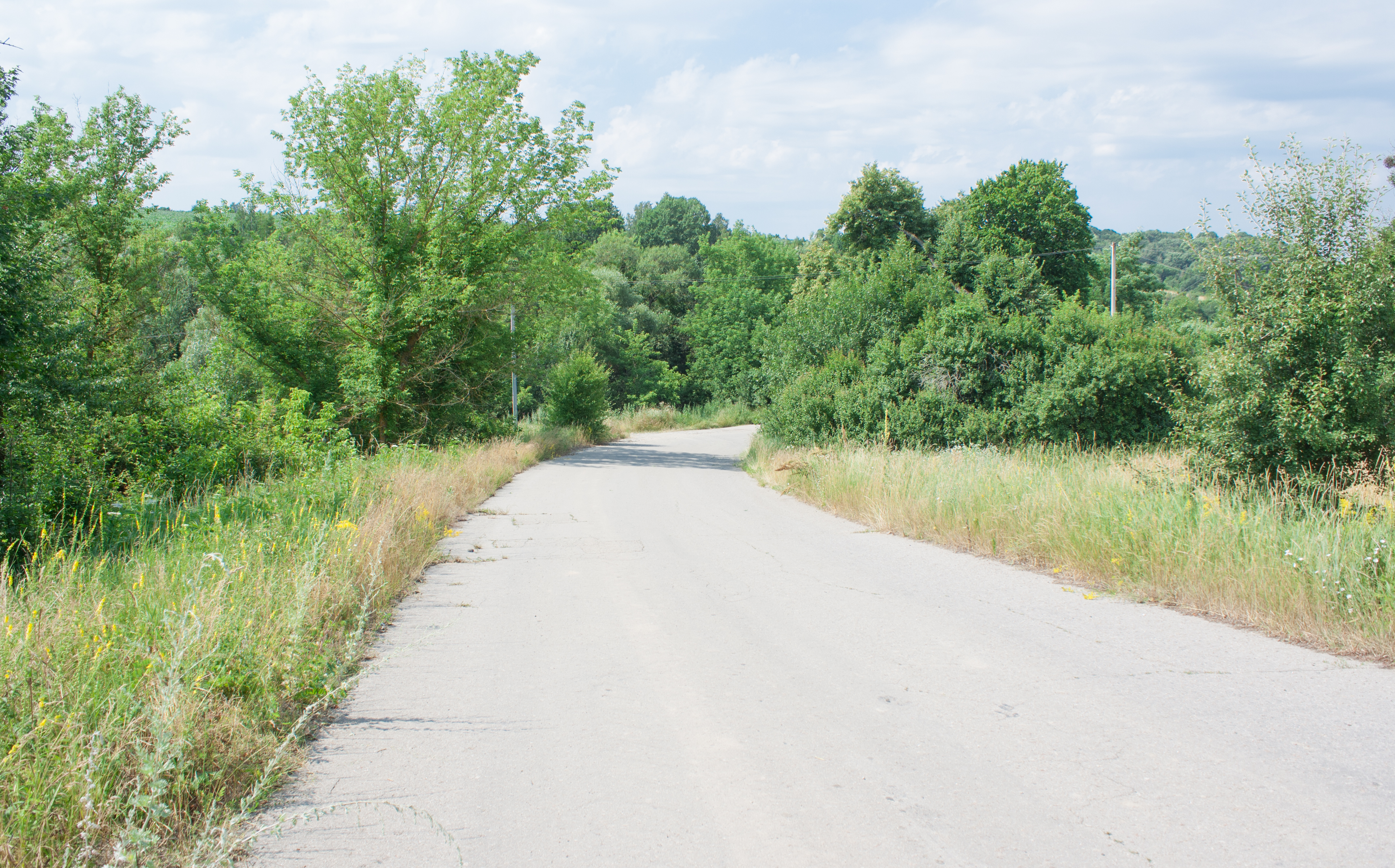
В'їзд у село
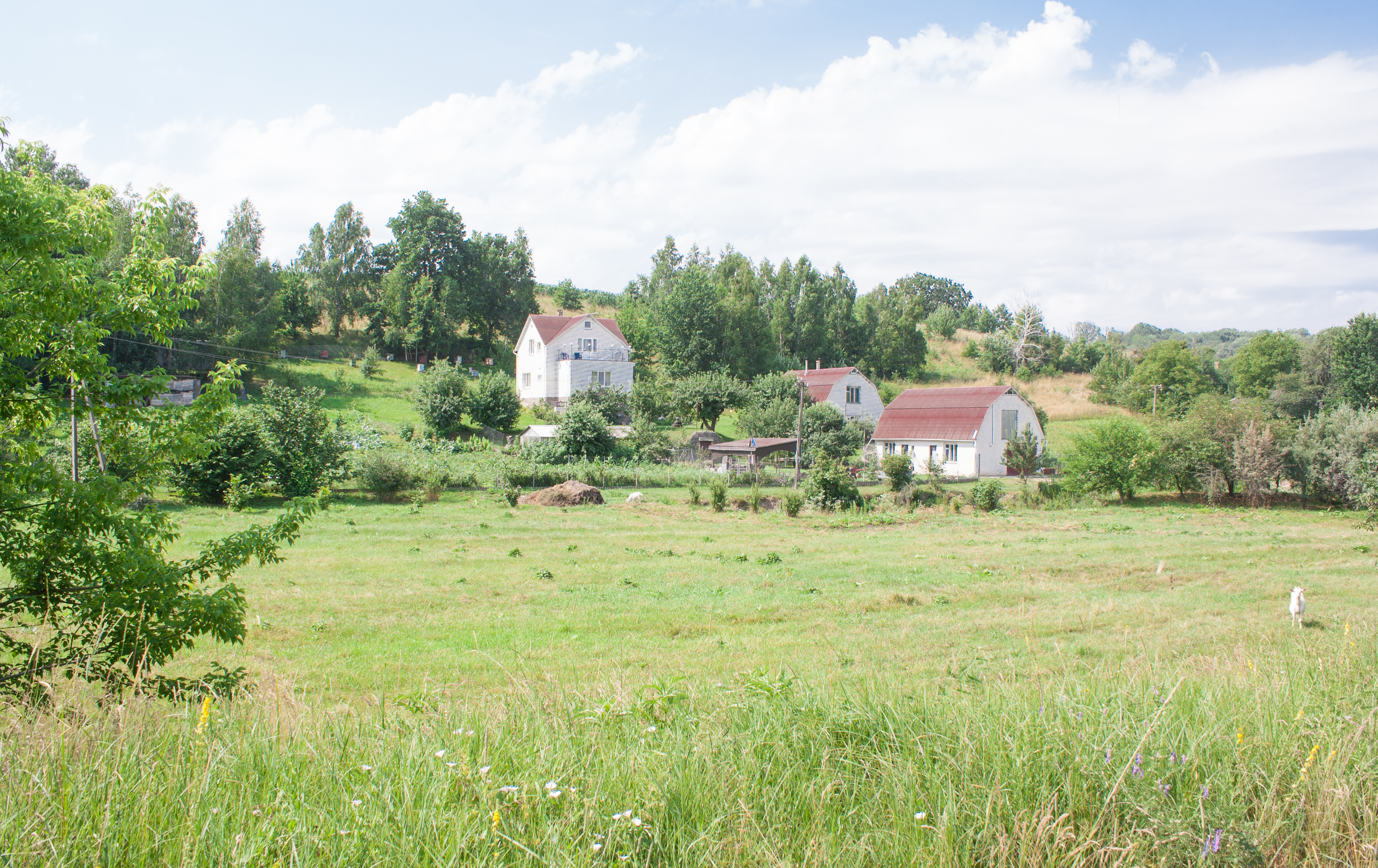
Типова забудова
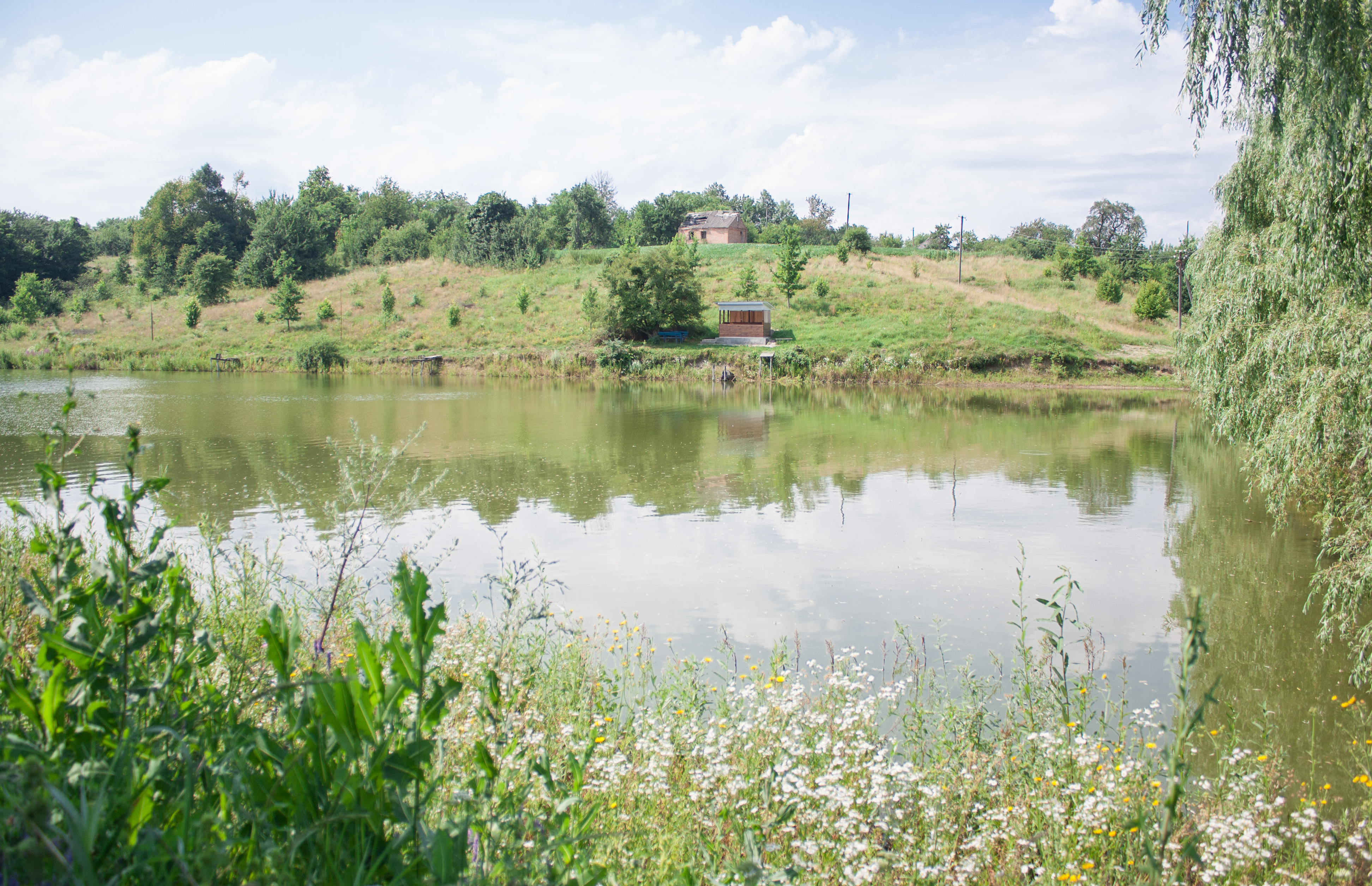
Ставок
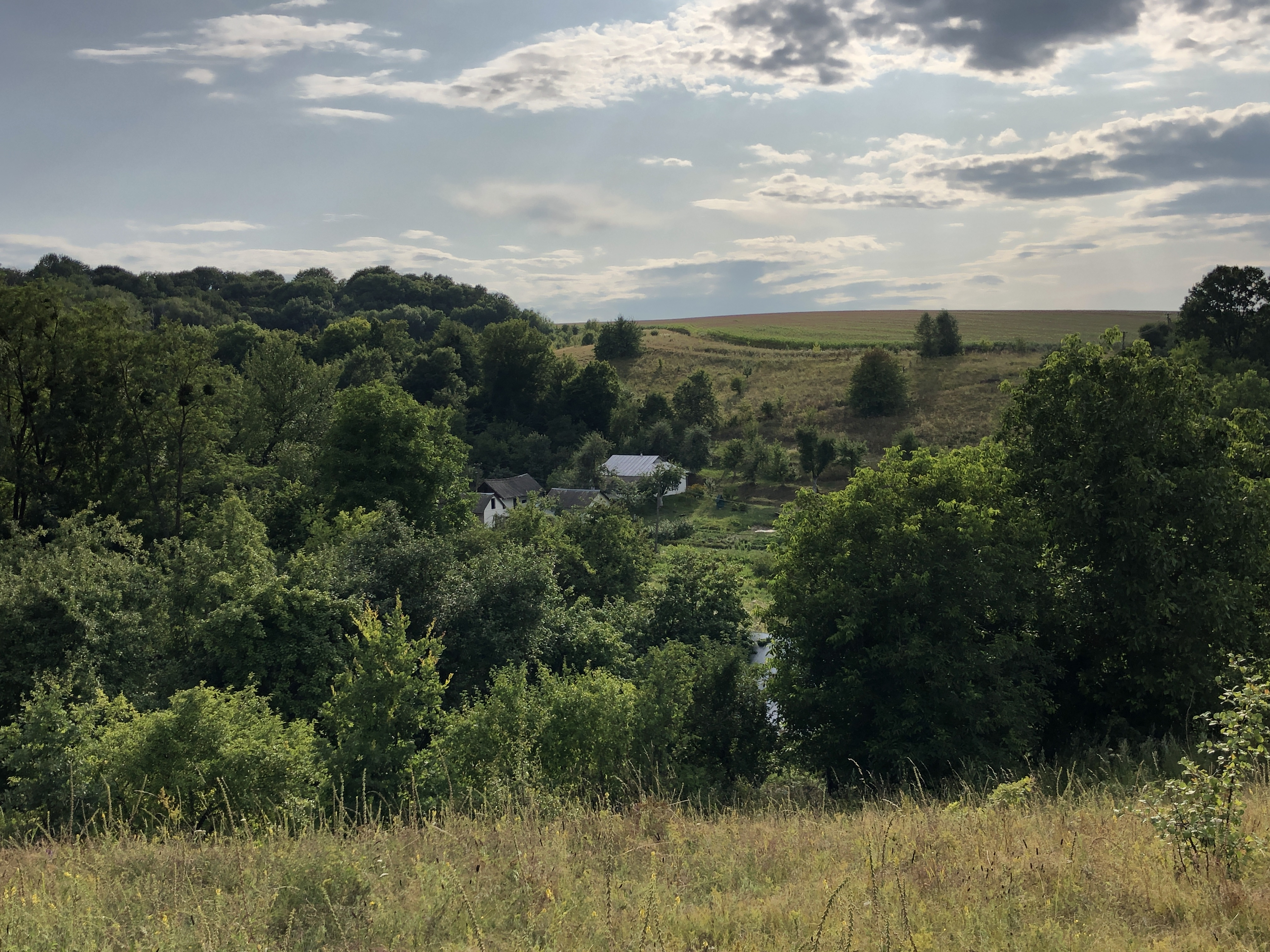
Вид на село

## Пам'ятки
На околиці села росте 600-літній дуб, що є ботанічною пам'яткою природи місцевого значення «Дуб-Володар».